# Forces armées de libération nationale
Pour les articles homonymes, voir Forces armées de libération.
Les Forces armées de libération nationale (en Espagnol : Fuerzas armadas de liberación nacional, abrégé en FALN) sont un ancien groupe de guérilla actif au Vénézuela de 1962 à 1979, d'abord proches du Parti communiste du Venezuela jusqu'à la légalisation de celui-ci en 1969, puis du Parti de la Révolution Vénézuélienne (es) (PRV), jusqu'en 1979 où celui-ci rentre également dans la légalité sous le nom de Tercer camino. Les principales figures du mouvement ont été Luben Petkoff (es) et Douglas Bravo.

## Contexte
Au début des années 1960, divers mouvements de guérilla émergent au Venezuela, favorisés par divers facteurs : la présence de mouvements d'extrême-gauche habitués à la clandestinité qu'ils ont pratiquée sous le gouvernement de Marcos Pérez Jiménez, et le rapprochement de plus en plus étroit du gouvernement de Rómulo Betancourt avec les États-Unis. Divers mouvements guérilleros émergent dans les montagnes d'El Charal, dans l'État de Lara, dans les montagnes d'Aroa (sous le commandement de Luben Petkoff), dans la sierra du Turimiquire (es), et enfin dans l'État de Falcón sous le commandement de Douglas Bravo. Les mouvements de guérilla se structurent petit à petit et peuvent compter sur une forte implantation en ville et à l'Université. Le 2 février 1963, les représentants des principaux mouvement guérilleros du Venezuela se réunissent et se mettent d'accord pour fonder les FALN, qui regroupent ainsi la quasi-totalité des forces de guérilla actives dans le pays. Le programme en cinq points des FALN vise à «faire respecter la souveraineté et l'indépendance nationale, défendre le patrimoine et les richesses nationales, appuyer les autorités mises en place par la révolution, protéger les intérêts du peuple, établir un gouvernement révolutionnaire, national et démocratique».

## Activité
Parmi les actions notables des FALN durant le mandat présidentiel de Rómulo Betancourt, on peut citer le détournement pendant une semaine à partir du 12 février 1963 d'un cargo, l'Anzoátegui, amené jusqu'aux eaux territoriales brésiliennes,, ou encore l'enlèvement de l'avant-centre du Real Madrid, Alfredo Di Stéfano, à Caracas le 24 août 1963 (il sera libéré le 26 août), dans les deux cas par des commandos desquels faisaient partie Paul del Rio (en), alias Maximo Canales, et José Rómulo Niño.